# Metimazol
| Metimazol |                                               |
| |                                               |
| \| \| \| |                                               |
| IUPAC-név | 1-metil-1,3-dihidro-2H-imidazol-2-tion        |
| Kémiai azonosítók                                                                                               |                                               |
| CAS-szám | 60-56-0                                       |
| PubChem | 1349907                                       |
| ChemSpider | 1131173                                       |
| EINECS-szám | 200-482-4                                     |
| DrugBank | DB00763                                       |
| KEGG | D00401                                        |
| ChEBI | 50673                                         |
| RTECS szám | NI8615000                                     |
| ATC kód | H03BB02                                       |
| Gyógyszer szabadnév                                                                                             | thiamazole                                    |
| Gyógyszerkönyvi név                                                                                             | thiamazolum                                   |
| SMILES | Cn1cc[nH]c1=S                                 |
| InChI | 1S/C4H6N2S/c1-6-3-2-5-4(6)7/h2-3H,1H3,(H,5,7) |
| InChIKey | PMRYVIKBURPHAH-UHFFFAOYSA-N                   |
| Beilstein | 108646                                        |
| UNII | 554Z48XN5E                                    |
| ChEMBL | 1515                                          |
| Kémiai és fizikai tulajdonságok                                                                                 |                                               |
| Kémiai képlet                                                                                                   | C4H6N2S                                       |
| Moláris tömeg                                                                                                   | 114,17 g/mol                                  |
| Megjelenés | fehér por                                     |
| Olvadáspont | 144–147 °C                                    |
| Forráspont | 280 °C                                        |
| Oldhatóság (vízben)                                                                                             | igen jól oldódik                              |
| Oldószerei | alkohol, kloroform                            |
| Megoszlási hányados                                                                                             | −0,34                                         |
| Farmakokinetikai adatok                                                                                         |                                               |
| Biohasznosíthatóság                                                                                             | 93% (szájon át)                               |
| Metabolizmus | máj                                           |
| Biológiai felezési idő                                                                                          | 5–6 óra                                       |
| Fehérjekötés | minimális                                     |
| Kiválasztás | vese                                          |
| Terápiás előírások                                                                                              |                                               |
| Alkalmazás | orális                                        |
| Veszélyek |                                               |
| MSDS | Vitas-M                                       |
| EU osztályozás                                                                                                  | Xn                                            |
| R mondatok | R43 R62 R63                                   |
| S mondatok | S36/37                                        |
| Lobbanáspont | nem éghető                                    |
| LD50 | 2250 mg/tskg (patkány, szájon át)             |
| Ha másként nem jelöljük, az adatok az anyag standardállapotára (100 kPa) és 25 °C-os hőmérsékletre vonatkoznak. |                                               |
| |                                               |

A metimazol pajzsmirigy-túlműködés, golyva, Graves-betegség(en) és pikkelysömör elleni gyógyszer. Csökkenti a pajzsmirigy által termelt hormonok mennyiségét.

## Működésmód
A peroxidáz enzimet gátolja, mely a jód ion és a jodotirozil-csoportok oxidációját végzi. Ez szükséges ahhoz, hogy a jodotirozol-csoportok beépülhessenek a thyreoglobulin nevű fehérjébe, melyből a szervezet felszabadítja a pajzsmirigyhormonokat.

## Mellékhatások, ellenjavallatok
A metimazol könnyen átjut a méhlepényen, és károsíthatja a magzatot, különösen a terhesség első három hónapjában. A metimazol az anyatejbe is átkerül, ezért szoptatáskor ellenjavallt.
A metimazol pajzsmirigy-alulműködést okozhat, ezért a szedés alatt a pajzsmirigyserkentő hormon (TSH) és a szabad T4-hormon szintjének folyamatos figyelése, szükség esetén az adag módosítása szükséges.
A metimazol növeli a vérzékenység veszélyét, ezért sebészi vagy fogorvosi beavatkozáskor az orvosnak tudnia kell róla.
A metimazol rontja az immunrendszert és a szervezet ellenállóképességét, ezért óvakodni kell a fertőzéstől, és a szedés nem szabad aktív védőoltást kapni (pl. rubeola vagy mumpsz ellen, de ide tartozik a BCG(en)-oltás is).
Súlyos, de ritkán előforduló mellékhatások:
- a vérképződés gátlása, és ebből következően a fehérvérsejtek és trombociták hiánya a vérben
- láz, torokfájás (a tartós fehérvérsejtszám-csökkenés(en) következtében)
- Szisztémás lupus erythematosus(en)-hoz hasonló tünetek
- inzulin autoimmun szindróma,[1] mely hipoglikémiás kómához is vezethet
- májgyulladás (a sárgaság a szedés abbahagyása után még hetekig megmaradhat)
- periarteritis (az artériák külső falának és az azt körülvevő szöveteknek a gyulladása)
- hypoprothrombinemia(en) (véralvadási zavar)
- a vesegyulladás(en) igen ritka

Gyakoribb, kevésbé súlyos mellékhatások:
- bőrkiütés(en), csalánkiütés, bőrviszketés(en)
- hányinger, hányás
- hasi panaszok
- ízületi fájdalom
- paresztézia(en) (érzékelési zavar)
- az ízérzékelés elvesztése
- hajhullás
- izomfájdalom
- fejfájás(en)
- álmosság
- ideggyulladás
- ödéma
- vertigo(en)
- a bőr elszíneződése
- sárgaság
- nyirokcsomó-bántalom(en)

## Adagolás
A szokásos adag naponta 3×5 vagy 3×10 mg. A beteg állapotától függően a mennyiség változhat. A metimazol bevehető étkezéskor vagy attól függetlenül, de fontos, hogy azonos időpontban.
A metimazol kölcsönhatásba léphet más gyógyszerekkel, különösen a vérhígítókkal (pl. warfarin), a digoxinnal(en), teofillinnel, de más szerekkel is.

## Készítmények
- Metothyrin (PannonPharma Kft.)[2]

Sokféle készítmény kapható önállóan és kombinációban is.